# Пайве (озеро, нижнее)
Пайве (Пайв-озеро) — озеро на территории Юшкозерского сельского поселения Калевальского района Республики Карелии.

## Общие сведения
Площадь озера — 1,5 км², площадь водосборного бассейна — 430 км². Располагается на высоте 129,5 метров над уровнем моря.
Форма озера двухлопастная, продолговатая: оно вытянуто с северо-запада на юго-восток. Берега каменисто-песчаные, местами заболоченные.
Через озеро протекает река Кепа, впадающая в озеро Кулянъярви, через которое протекает река Кемь.
Вдоль южного и юго-западного берега озера проходит автодорога местного значения 86К-3 («Р21 Автомобильная дорога Р-21 „Кола“ — Калевала — Лонка»).
Код объекта в государственном водном реестре — 02020000911102000005926.